# Beli (satelit)
Beli (Saturn LXI), cunoscut provizoriu ca S/2004 S 30, este un satelit natural al lui Saturn. Descoperirea sa a fost anunțată de Scott S. Sheppard⁠(d), David C. Jewitt⁠(d) și Jan Kleyna⁠(d) pe 7 octombrie 2019 din observații efectuate între 12 decembrie 2004 și 21 martie 2007.  Și-a primit denumirea permanentă în august 2021. Pe 24 august 2022, a fost numit după Beli, un jötunn din mitologia nordică.  El este ucis de Freyr cu coarnele unui cerb. Potrivit lui John Lindow, mitul lui Beli este parțial pierdut. Unii savanți sugerează că el ar putea fi fratele soției lui Freyr, Gerðr, deși acest lucru este incert.  
Beli are aproximativ 4 kilometri în diametru și orbitează în jurul lui Saturn la o distanță medie de 20,396 Gm în 1087,84 zile, la 157,5° față de ecliptică, într-o direcție retrogradă și cu o excentricitate de 0,113. 
Din cauza unei erori în anunțul inițial al lui Beli, acesta a fost anunțat de Minor Planet Center cu aceeași orbită ca și Gerd.  Problema a fost corectată mai târziu în aceeași zi. 